# Circus Circus Hotel
Das Circus Circus Hotel ist ein in Winchester direkt am Las Vegas Strip befindliches Casino und Hotel, das unter dem Motto Zirkus operiert.
Das nach Erweiterungen heute 3.767 Zimmer umfassende Hotel, das als eines der ersten am südlich erweiterten Strip am 18. Oktober 1968 eröffnet wurde, bietet neben fünf Restaurants, sieben Bars, zwei Coffee-Shops und drei Casinos auch einen eigenen überdachten zwei Hektar großen Vergnügungspark namens „Adventure Dome“, der eine Canyonlandschaft mit vielen Fahr- und Abenteuerattraktionen bietet. In einem Rundbau, der einem Zirkuszelt nachempfunden ist, findet stündlich die traditionelle Zirkusvorstellung statt. Die Zimmer des Hotels sind entweder im mehrflügeligen, bis zu 35 Etagen hohen Hauptgebäude oder in motelartigen Nebengebäuden untergebracht. Es steht ein Wohnmobil-Parkplatz für 399 Fahrzeuge zur Verfügung. Als Verbindung der einzelnen Hotelbauten wurde eine eigene Einschienenbahn gebaut, diese ist jedoch außer Betrieb. 1971 wurden hier mehrere Szenen des James Bond Klassikers „Diamantenfieber“ gedreht. Das Hotel gehört zur MGM Resorts International Gruppe.
Von den großen, weltbekannten Hotels in Las Vegas ist das „Circus Circus“ das preiswerteste.
Fear and Loathing in Las Vegas
Im bekannten Film Fear and Loathing in Las Vegas bekam das
Circus Circus Casino & Hotel den Namen "Bazooko Circus", wo
Darstellungen mit Fliegenden Hunden und Menschen gezeigt werden.

## Galerie

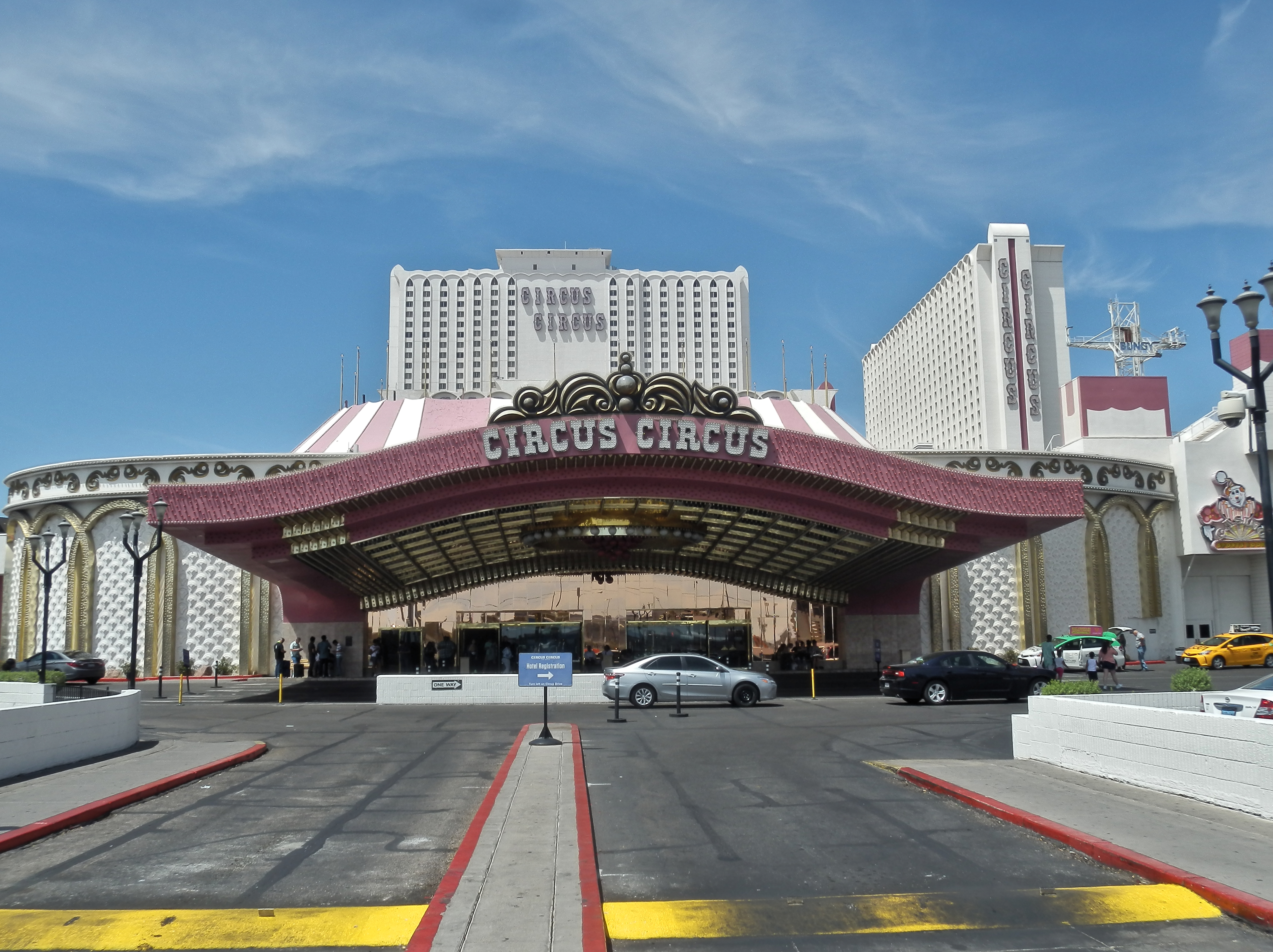
Ansicht bei Tag
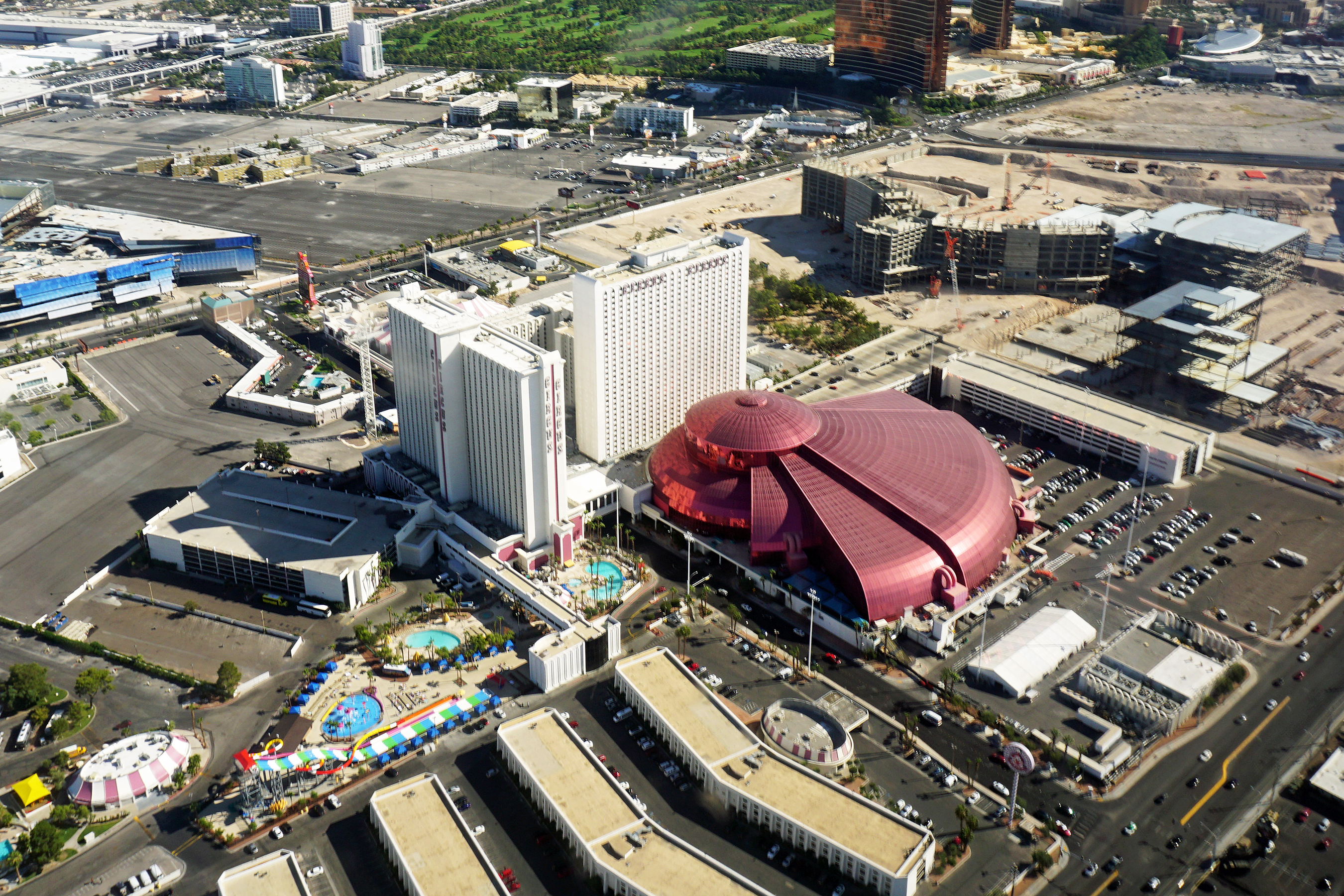
Luftansicht
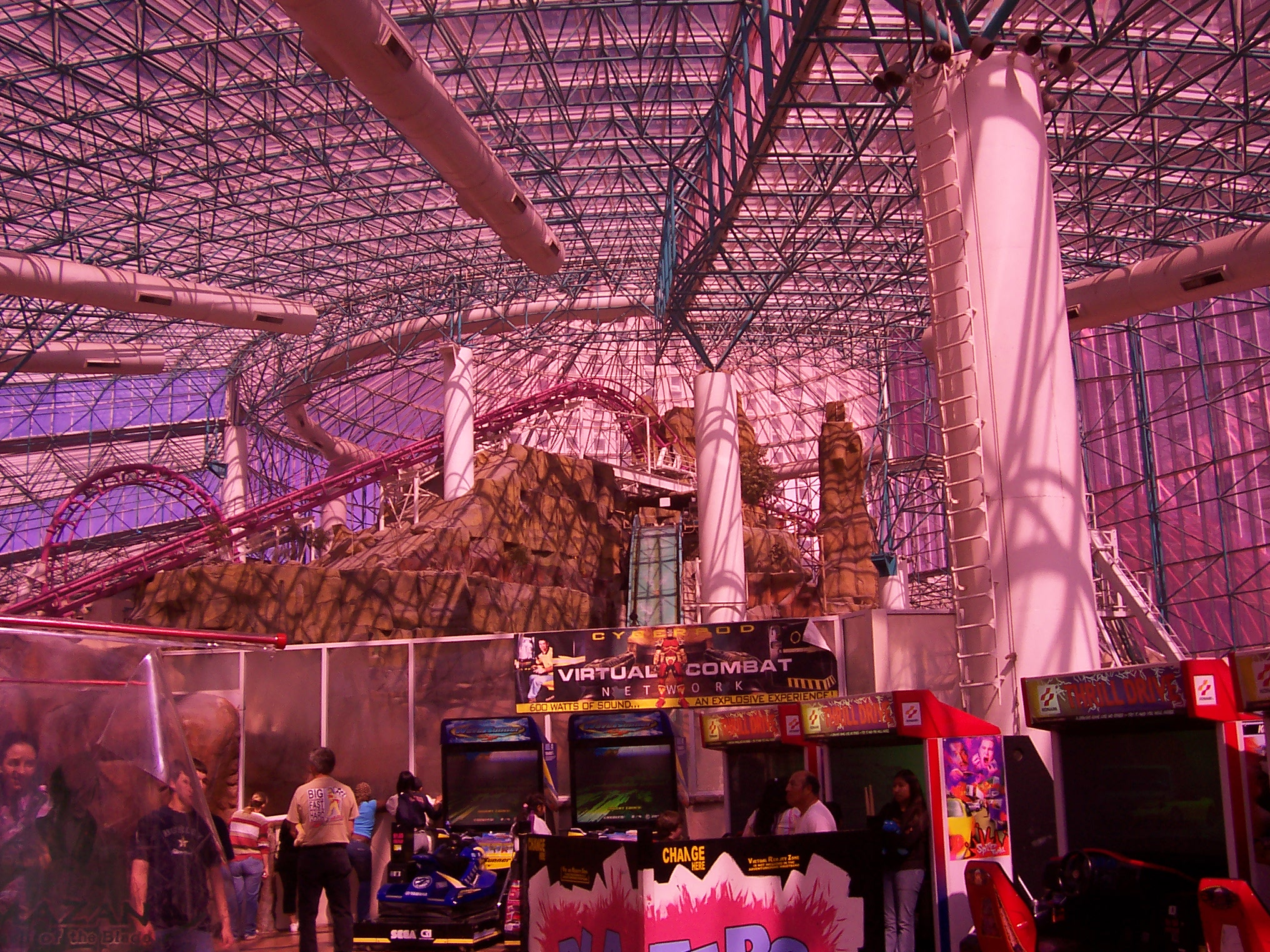
Adventuredome